# Hoplochelus rhizotrogoides
Hoplochelus rhizotrogoides är en skalbaggsart som beskrevs av Blanchard 1851. Hoplochelus rhizotrogoides ingår i släktet Hoplochelus och familjen Melolonthidae. Inga underarter finns listade i Catalogue of Life.